# Rodolphe Acquaviva
Le bienheureux Rodolphe Acquaviva (ou Rodolfo Acquaviva), né à Atri (Italie), le 2 octobre 1550 et mort (assassiné) à Cuncolim (Goa), en Inde, le 25 juillet 1583, est un prêtre jésuite italien, missionnaire à la cour d'Akbar en Inde du Nord, et mort en témoin de la foi chrétienne à Cuncolim (Goa). Il fut reconnu comme martyr par l'Église catholique et béatifié, avec quatre compagnons jésuites, en 1893 par Léon XIII.

## Biographie

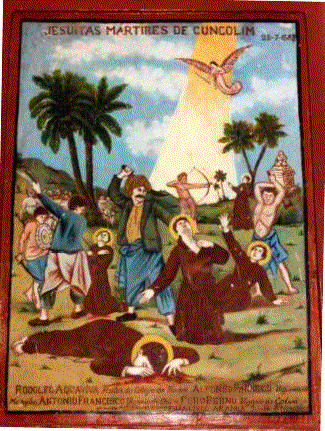
Peinture du XVIIe siècle conservée dans une église de Colva, représentant le massacre des cinq pères jésuites à Cuncolim, le 25 juillet, 1583. Acquaviva est au centre, découvrant son cou.

Fils de Giangirolamo Acquaviva, 10e duc d'Atri et neveu de Claudio Acquaviva, il entre en avril 1568 dans la Compagnie de Jésus et fait son noviciat à Saint-André-du-Quirinal (Rome) et ensuite la philosophie et théologie au Collège romain. 

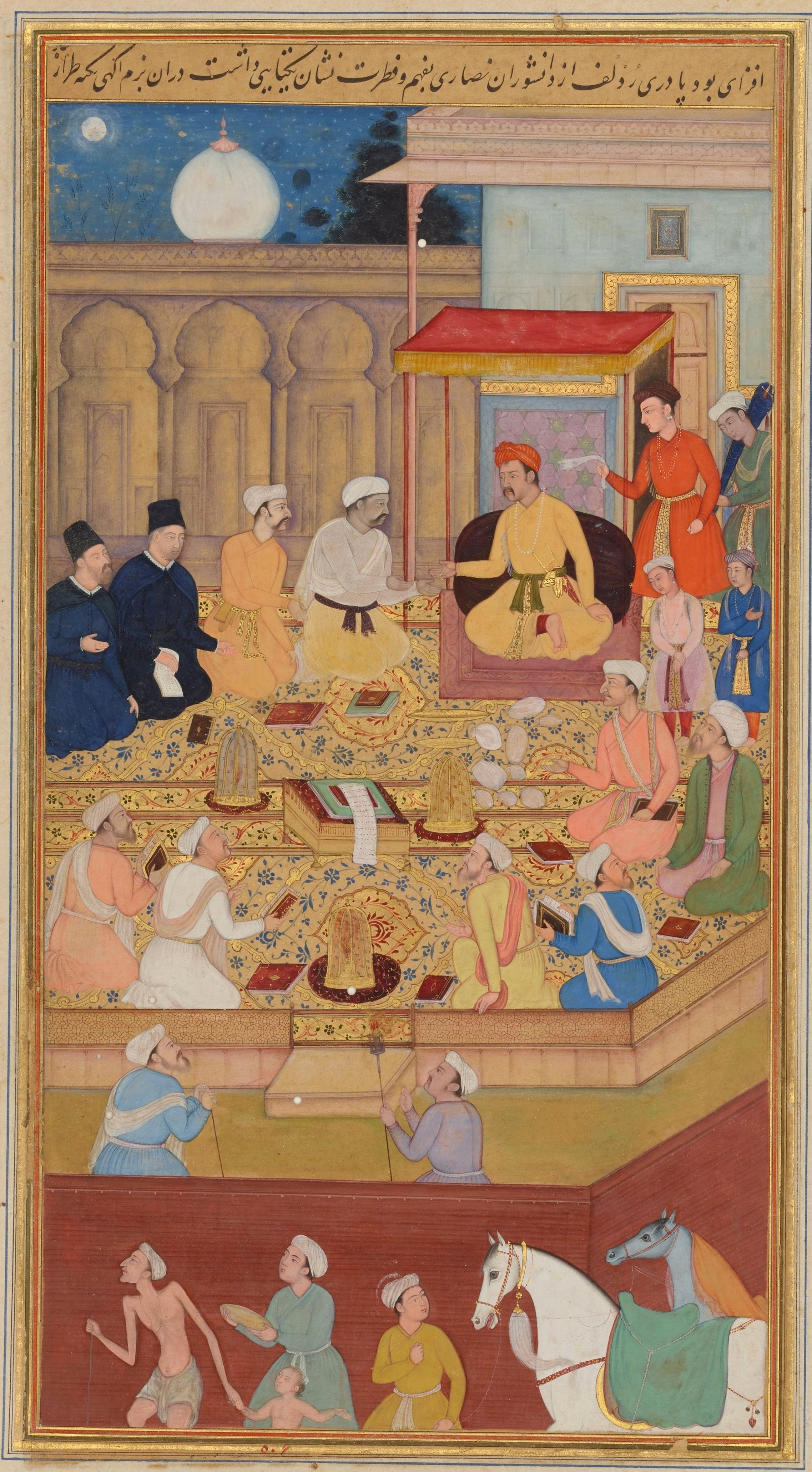
Akbar, sous le dais, préside aux débats religieux. À sa droite, en habit foncé les pères Acquaviva et Henriques. (Miniature du livre d'Akbar; v.1605)

Destiné à la mission d'Orient, Acquaviva est ordonné prêtre à Lisbonne en mars 1578. Il y célèbre ensuite sa première messe (12 mars 1578), deux semaines à peine avant d'embarquer pour les Indes. Parmi ses compagnons de voyage se trouve Matteo Ricci. Arrivé à Goa en septembre 1578 il est d'abord professeur de philosophie au collège Saint-Paul.
Fin 1579, Acquaviva est choisi pour faire partie du premier groupe de jésuites envoyés auprès de l'empereur Akbar qui avait demandé l'envoi de «prêtres instruits» qui lui enseigneraient la «Loi de la perfection». En février 1580, en compagnie des pères Antonio Monserrate et Francisco Henriques, il arrive à Fatehpur Sikri, alors résidence de l'empereur. Les religieux y reçoivent un accord cordial de l'empereur qui les autorise à prêcher le christianisme sur ses territoires. Akbar semble particulièrement attaché à Rodolphe Acquaviva dont il estime profondément la sagesse, l'esprit religieux et le style de vie. Acquaviva y participe à de nombreux débats religieux organisés par l'empereur Akbar, à la recherche d'une religion qui unifierait son empire.
Cependant, estimant que cette mission dont le grand espoir était la conversion au christianisme de l’empereur lui-même, n'aboutissait à rien Acquaviva retourne à Goa en février 1583, malgré les regrets exprimés et la résistance de l'empereur.
Nommé supérieur des Jésuites de la mission de Salsette (Goa), Acquaviva se rend avec quatre missionnaires et plusieurs laïcs chrétiens à Cuncolim, un village en rébellion ouverte contre les autorités portugaises qui cherchaient à y éliminer les idoles hindoues. Les prêtres se préparaient à ériger une croix, lorsqu’ils furent attaqués et assassinés par une foule en colère (25 juillet 1583). Acquaviva avait 33 ans. Lorsqu’il apprit la nouvelle l’empereur Akbar (selon des chroniques écrites par Antonio Monserrate) fut profondément ému et déplora une nouvelle fois qu’Acquaviva ait quitté sa cour impériale.
Les cinq compagnons jésuites, le frère François Aranha (1551-1583), et les quatre prêtres Pierre Berno (c.1552-1583), Alphonse Pacheco (1551-1583), Antonio Francisco (1553-1583) et Rodolphe Acquaviva, furent béatifiés ensemble par Léon XIII le 30 avril 1893. Le groupe des ‘martyrs de Salsette’ est liturgiquement commémoré le 4 février.

## Écrits
Quelques lettres de Rodolphe Acquaviva furent publiées dans :
- J. Correia-Afonso (ed.): Letters from the Mughal Court, Bombay/Anand, Heras Institute, 1980.